# Роберт Донат
Роберт Донат (англ. Friedrich Robert Donat, 18 березня 1905, Вітінгтон — 9 червня 1958, Лондон
) — британський актор театру та кіно, продюсер, режисер, сценарист.
Найбільше знаний своїми ролями у фільмі Альфреда Гічкока «39 сходинок» та «До побачення, містер Чіпс», за яку він отримав премію «Оскар» за найкращу чоловічу роль.

## Біографія
Роберт Донат народився у Вітінгтоні, передмісті Манчестера в Англії. У дитинстві він заїкався, але наполегливі заняття дозволили йому не тільки позбутися цього недоліку, але й пробудили інтерес до декламації віршів і уривків класичних п'єс. Роберт відвідував манчестерську школу для хлопчиків, а з 16 років почав грати в театрі.
У 1930 році Донат дебютував на лондонській сцені, а два роки по тому привернув увагу кінопродюсерів, які запросили його на роль другого плану у фільмі «Люди завтрашнього дня». Першим його великим успіхом стала роль Томаса Калпепера в історичній драмі Олександра Корда «Приватне життя Генріха VIII» (1933).
Аристократична зовнішність Доната і високий зріст (183 см) дозволили йому створити успішний образ англійського джентльмена. У ті роки таке амплуа було незвичайним для англійської кінематографа, і критики порівнювали його з голлівудськими акторами Кларком Гейблом і Гері Купером.
Успіх в «Приватному житті Генріха VIII» приніс Роберту Донато запрошення знятися в голлівудському фільмі «Граф Монте-Крісто» (1934). Після зйомок Донат повернувся в Англію, попри бажання «Warner Bros.» зняти його в ролі капітана Блада в «Одіссеї капітана Блада», його роль пізніше виконав ще нікому невідомий Еррол Флінн.
Найприкметнішими фільмами в акторській кар'єрі Доната стали комедія Рене Клера «Привид їде на Захід» (1935), в якій він виконав відразу дві ролі: господаря замку і привида, потім шпигунський трилер «39 сходинок» Хічкока (1935) в ролі детектива, соціальна драма К. Відора за романом А. Кроніна «Цитадель» (1938), за яку він був вперше номінований на премію «Оскар» за найкращу чоловічу роль і фільм «До побачення, містер Чіпс» (1939). Останній приніс йому довгоочікуваного «Оскара» в 1940 році, обійшовши Кларка Гейбла в «Віднесених вітром», Лоренса Олів'є в «Буремному перевалі», Джеймса Стюарта в «Містер Сміт вирушає до Вашингтона» і Міккі Руні в «Красуні в армії».
Він багато грав в театрі, наприклад в таких постановках як «Учень диявола» (1938) і «Будинок, де розбиваються серця» (1942) за п'єсами Бернарда Шоу, «Багато галасу даремно» (1946), і особливо в п'єсі Томаса Еліота «Вбивця в кафедральному соборі» (1952) в ролі Томаса Беккета в лондонському театрі «Олд Вік».
Донат дуже хотів знятися ще у двох фільмах: «Генріх V» (1944) у Лоренса Олів'є, але роль отримав Леслі Бенкс, і «Олівер Твіст» (1948) у режисера Девіда Ліна, але Лін вважав за краще йому Роберта Ньютона.
Американська співачка та актриса Джуді Гарленд зізнавалася, що свою пісню «You Made Me Love You», присвячену Кларку Гейблу вона вважає невдалою, оскільки спочатку вона хотіла написати її для свого кумира Доната, якому навіть написала лист після перегляду «Графа Монте-Крісто» в 1934 році.
У 40-і роки творчий шлях Доната ускладнила хронічна астма, але і в цей період він продовжував зніматися в головних ролях, помітно піднімаючи рівень таких фільмів як «Молодий містер Пітт» (1942), «Пригоди Тертью» (Sabotage Agent, 1943), «Життя в борг» (1954). Як невдача критиками був розцінений фільм «Ліки для любові» (1949) — єдина режисерська робота Доната, де він зіграв ветерана війни, що здійснює спроби одружитися.
Крім робіт в кіно і театрі, Донат був відомий як читець класичної англійської поезії, їм була записана серія платівок. Останньою роботою Доната в кіно стала роль китайського мандарина в картині М. Робсона «Заїжджий двір шостого ступеня щастя» (1958) про долю англійських місіонерів в Китаї, на зніманнях якої він вже не міг обходитися без кисневої подушки.
Роберт Донат помер в 1958 році. Його біограф Кеннет Барроу уточнив причину смерті, як тромбоз судин головного мозку, визнаючи, що захворювання на астму значною мірою послабило здоров'я актора.

## Фільмографія
- 1933 — Приватне життя Генріха VIII
- 1935 — 39 сходинок
- 1939 — До побачення, містер Чіпс